# De sprekende steen
De sprekende steen is een sciencefictionverhalenbundel uit 1970 van de Amerikaanse schrijver Isaac Asimov. De verhalenbundel werd gepubliceerd door A.W. Bruna Uitgevers in de Zwarte Beertjes-reeks (ZB 1318) en bevat 12 van de 14 korte verhalen uit de verhalenbundel Asimov's Mysteries uit 1968.

## Korte verhalen
1. De biljartbal (The Billiard Ball, 1968)
2. Dood van een blondine (What's in a Name?, 1968)
3. Het einde van de nacht (The Dying Night, 1956)
4. Gestrand in de ruimte (Marooned off Vesta, 1939)
5. Ik ben in Marsport zonder Hilda (I'm in Marsport without Hilda, 1959)
6. Na twintig jaar (Anniversary, 1968)
7. Overlijdensbericht (Obituary, 1968)
8. Paté de foie gras (Pâté de Foie Gras, 1968)
9. Poeder des doods (The Dust of Death, 1968)
10. De sleutel (The Key, 1968)
11. De sprekende steen (The Talking Stone, 1968)
12. Sterrenlicht (Star Light, 1968)